# La Breille-les-Pins
La Breille-les-Pins – miejscowość i gmina we Francji, w regionie Kraj Loary, w departamencie Maine i Loara.
Według danych na rok 2010 gminę zamieszkiwało 595 osób, a gęstość zaludnienia wynosiła 22 osoby/km².